# Гефрес
Гефрес (њем. Gefrees) град је у њемачкој савезној држави Баварска. Једно је од 33 општинска средишта округа Бајројт. Према процјени из 2010. у граду је живјело 4.711 становника. Посједује регионалну шифру (AGS) 9472139.

## Географски и демографски подаци
Гефрес се налази у савезној држави Баварска у округу Бајројт. Град се налази на надморској висини од 500 метара. Површина општине износи 50,3 km². У самом граду је, према процјени из 2010. године, живјело 4.711 становника. Просјечна густина становништва износи 94 становника/km².